# Walter Serner
Walter Serner, né à Carlsbad en Bohême le 15 janvier 1889 et mort en déportation en août 1942 dans la forêt de Biķernieki à Riga, est un écrivain germanophone dadaïste.
Walter Serner est une figure importante du mouvement dada. Il conçut son manifeste Dernier relâchement, manifeste dada (Letzte Lockerung, Manifest dada) au sein du groupe dada de Zurich et le rédigea à Lugano au mois de mars 1918.
L'originalité de ses romans, publiés au début des années 1920, lui vaut le surnom de « Maupassant du crime » et de « Choderlos de Laclos des bas-fonds ».

## Biographie
Au terme de ses études secondaires au lycée allemand de Kaaden en  1909, il se convertit au catholicisme et, de Seligmann, change son nom pour celui de Serner. Il s'inscrit en droit à l'université de Vienne, tout en donnant au Karlsbader Zeitung des critiques sur les pièces de théâtre et les expositions. En 1912 il s'inscrit à l'université de Berlin et soutient finalement une thèse de doctorat en droit en 1913 à l'Université de Greifswald. À cette époque, il collabore régulièrement avec le journal berlinois Die Aktion. A l'automne 1914, il fabrique une fausse attestation en faveur de l'écrivain expressionniste Franz Jung, afin qu'il ne soit pas considéré comme déserteur. Pour échapper lui-même à la mobilisation et à une condamnation certaine pour faux en écritures, il s'enfuit à Zürich. Parmi les réfugiés autrichiens, il y retrouve le peintre Christian Schad et collabore au journal Der Mistral, puis lance son propre journal, Sirius. Pendant cet exil, il ne rencontre qu'occasionnellement les premiers Dadaïstes. Entre l'Italie, Paris, Genève et Zürich, il écrit des nouvelles et un roman. Enfin, en 1918, il rédige « Dernier relâchement : manifeste dada » (selon Jörg Drews, une « analyse brillante des temps du nihilisme accompli ») ; mais certains dadaïstes tels Tzara le considèrent comme un « franc-tireur mégalomane ».
Rompant avec le Dadaïsme, Serner se consacre au roman policier. Son roman « La Tigresse » (Die Tigerin, 1925), peinture des milieux interlopes et des sexualités déviantes, déclenche un petit scandale dans la presse germanophone, et seule l'intervention d'Alfred Döblin empêche que le livre soit censuré. Son recueil Der Pfiff um die Ecke est momentanément interdit, et le suivant, Die tückische Straße, est publié à compte d'auteur, de même que sa pièce Posada oder der große Coup im Hotel Ritz, qui ne sera représentée qu'une fois (le 6 mars 1927 au Berliner Theater am Zoo).
Ses romans n'étaient plus vendus que par correspondance lorsqu'en février 1933 la Chambre de la littérature du Reich interdit définitivement leur publication. On lui reprochait son passeport tchèque et son cosmopolitisme.
Il survécut dans le ghetto juif de Prague comme professeur de langues étrangères avant d'être arrêté et déporté par les nazis au camp de Theresienstadt.